# シェールオイル
シェールオイル（en:Shale oil）とは、オイルシェールから熱分解、水素化により生産される合成石油タイトオイルの一つ。頁岩油（けつがんゆ）とも言われている。オイルシェールを摂氏350 - 550度にし、乾留して得られる。タイトオイルは厳密に分類するとオイルサンドとシェールオイルに分類される。シェールオイルは経済学的、地政学的なニュースとして報道されることが多いため、本項目は経済面を主に記述する。(精製法の概要などはタイトオイルの項目を参照のこと)

## 概要

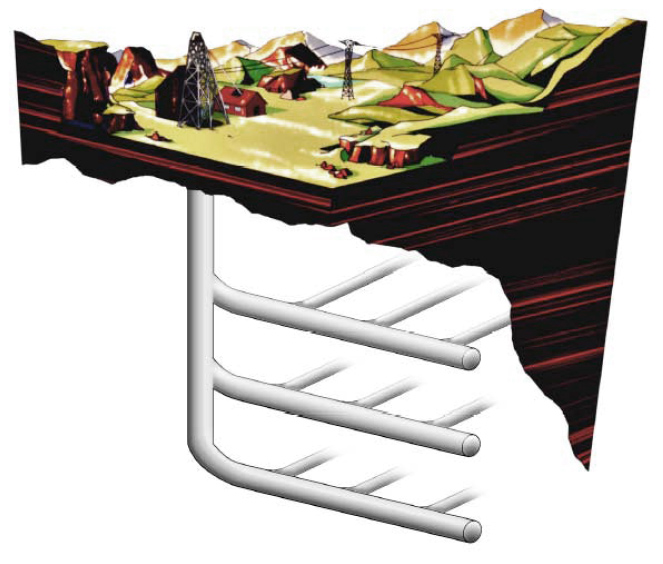
シェールオイルの採掘方法

2000年代初頭に、水圧で岩盤に亀裂を入れる「高圧破砕」と呼ぶ採掘技術が確立され、2010年頃からアメリカ合衆国やカナダで生産が増えた。
技術革新によって増産が進み、アメリカ合衆国ではシェールオイルを含む原油の増産が、2008年の日量約500万バレルから2014年は800万バレルを超え、2014年5月、国際エネルギー機関（IEA）は「拡大するアメリカ合衆国のシェールオイル生産によって、今後5年の世界の石油需要増加分をほとんど賄うことができる」との予想を発表した。2018年には日量平均1090万バレルとなり、2008年からの10年で生産量は倍となった。
2019年、シェールオイルの増産にけん引され、米国の2018年の原油生産量が45年ぶりに世界最大になったと報道された。
また、技術革新により、フルサイクルコストは年々低下し、2019年現在では、採算ラインは1バレル50ドル以下とされる。生産量の増加とコストの低下を受けてOPECも戦略の転換を余儀なくされ、2014年11月27日にウィーンの本部で行われた総会では大幅な価格下落にもかかわらず、減産を見送り、生産量維持を決定した。OPECの生産量維持にはシェールオイル封じの思惑があるとされ、事実2015年1月4日には米国のシェールオイル関連企業である「WBHエナジー」が原油安が始まって以来初めて破綻した。
2022年にロシアがウクライナへ侵攻し原油が高騰した際には、OPECのモハメド・バーキンド事務局長（当時）はシェールオイル大手の幹部と食事会を開き、開発より株主利益還元を重視していたシェールオイル会社に対して、「こうした大幅な過少投資について再考する必要がある。これは企業・取締役会が決めることだが、一般的な認識として（新たな環境に対応するため）何かをすべきだ」と示し、OPECとアメリカのシェールオイル会社大手が共同歩調をとる姿勢を示している。

## 年表
2015年2月10日、国際エネルギー機関（IEA）のマリア・ファン・デル・フーフェン事務局長がロンドンでの講演で、「米国産シェールオイルの増産により、OPECの市場シェアが金融危機前の高水準を回復することは困難」との見解を示した。
2015年12月18日、アメリカはシェールオイル増産により、国内に増産で積み上がった在庫を解消するため、1975年以来40年ぶりに原油輸出を解禁した。
2017年8月16日、ブルームバーグは効率化の結果、アメリカのシェールオイルは1バレル40ドルでも生き残れるように適応していると報道した。
2018年3月5日、国際エネルギー機関（IEA）は2023年までの石油市場見通しで、米シェールオイルの生産が2023年に2017年比で74％増の日量780万9000バレルになるとの見通しを示した。2023年に米原油生産全体（天然ガス液など含む）も約3割増の日量1690万1000バレルに拡大。世界で米国産原油の影響力が強まるとした。
2019年、シェールオイルの増産にけん引され、米国の2018年の原油生産量が45年ぶりに世界最大になったと報道された。
2019年11月29日、米エネルギー情報局（EIA）が発表した統計で、アメリカの9月の一ヶ月の統計で原油・石油関連製品で輸出量が輸入量を1日当たり8万9千バレル上回り、1949年以来70年ぶりに「純輸出国」となった。2019年9月の輸入量は12 %減り、地域別にみると、OPEC加盟国からの輸入が47 %減、ペルシャ湾地域からが約40 %減となるなど中東からの輸入減となっている。アメリカが石油の「純輸出国」となることで中東やロシアなどへのエネルギー依存度が減り、地政学的なバランスが大きく変わる可能性が指摘されている。
2020年3月、産油国による協調減産体制が終了したところに新型コロナウイルス流行に伴う景気減速が重なり、原油価格が1バレル20ドル台に暴落。生産コスト（後述）が比較的高いシェールオイル関連業者は大きな打撃を受けた。2020年4月1日、大手シェールオイル開発会社の「ホワイティング・ペトロリアム」が破綻した。2020年3月9日の原油価格暴落以来、ニューヨーク証券取引所に上場する石油会社としては初の連邦倒産法適用となった。6月28日にはアメリカの石油生産1%、天然ガス生産2 %を担っていた「チェサピーク・エナジー」が資金繰りの悪化から破綻した。シェールオイル関連企業は社債の一種である「ハイイールド債」と呼ばれる信用力は低いが利回りの高い債券（ハイリスク・ハイリターン商品）を発行して資金を調達しているが、新型コロナウイルスの感染拡大による金融市場の混乱に伴い金利が急上昇し、資金繰りが難しくなった。
2022年1月12日、米国エネルギー情報局（EIA）は、2023年の原油生産量が2022年比5%増の日量1240万バレルとなり、これまでの年間平均で過去最高だった2019年（同1230万バレル）を上回るとの見通しを公表した。2010年代は原油価格が上昇すると開発業者がシェールオイルをすぐに増産していたが、機関投資家から生産能力の増強よりも配当を求める声が強くなり、増産ペースが鈍くなっているとされる。
2022年2月24日、ロシアがウクライナへ侵攻したことにより2014年7月から7年7ヵ月ぶりに1バレル＝100ドルの節目を一時超えるなど、高値水準をつけ、かつ脱炭素化を打ち出してきたホワイトハウスが一転、増産を要請していることが大きな要因となり、石油メジャー２社がシェールオイルの増産を表明した。
2022年3月7日、ロシアのウクライナ侵攻の影響で、１ガロン（約3.8リットル）あたり平均4.14ドル（約480円）と過去最高値を記録した。同日、OPECのモハメド・バーキンド事務局長（当時）はシェールオイル大手（EOGリソース、パイオニア・ナチュラル・リソース、チェサピーク・エナジー、コンチネンタル・リソース、シビタス・リソース、コノコ・フィリップスなど）の幹部と夕食会を開き、シェールオイル会社が新規掘削への投資ではなく、株主への利益還元を重視している問題が話し合われたと指摘。「こうした大幅な過少投資について再考する必要がある。これは企業・取締役会が決めることだが、一般的な認識として（新たな環境に対応するため）何かをすべきだ」と示し、OPECとしてもアメリカのシェールオイルの増産を望む姿勢を示した。

## フルサイクルコスト
技術革新によりコストは低下傾向で、原油相場が下落した2014～2016年に生産コストの低減が一段と進んでいる。
- 2014年の段階ではシティグループが、1バレル＝70〜90ドル前後と試算していた[27]。しかし、このコストには、土地の買収など巨額の先行投資も含まれており、シティグループは、土地やインフラがすでに整備されているシェールオイルでは掘削の維持コストは40ドルまで下がりうるとみている[27]。
- 2017年3月24日、独立行政法人経済産業研究所は、アメリカのシェールオイルの生産コストは1バレル30ドル以下になっているとの分析を出した[28]。
- 2017年8月16日、ブルームバーグにより効率化の結果、アメリカのシェールオイルは1バレル40ドルでも生き残れるように適応していると報道された[14]。
- 2018年、テキサス州で40ドル以下のコストにより運営できる油田が確認されている[29]。
- 2019年1月、日本経済新聞の報道では、採算ラインは既存の油田で1バレル25～40ドル程度、新規開発の油田で50ドル以下と報道された[3][5]。
- 2022年、調査会社社ライスタッド・エナジーのデータで、シェールオイルの新規開発の油田の損益分岐点は2021年には37ドルに下がり、中東の陸上油田（32ドル）に迫るようになったと報道された[30]。

## 地政学的見地
アメリカ合衆国が、長らく「世界の警察官」として振る舞ってきた理由の一つは、エネルギーの安定確保のためである。アメリカ国内油田の資源減少が鮮明になっていた、1973年の第4次中東戦争は石油危機につながり、急激な物価上昇で世界経済に打撃を与えた。
このため、原油依存を深めていった中東では、1991年の湾岸戦争で、中東地域の秩序維持を主導してきた。しかし、2018年のOPECからの原油の輸入量が、2008年の半分までに低下したため、「中東の重要性は薄れて、コストを払ってまで介入しなくなる」傾向が強まり、2018年12月には、内戦の続くシリアからのアメリカ軍撤収を表明するなど、エネルギー安全保障の観点から、中東に積極関与する政策の後退が鮮明になってきている。
2022年ロシアのウクライナ侵攻を受けて、英調査会社IHSマークイットのダニエル・ヤーギン副会長(当時)は、アメリカのシェールオイル・ガス生産が伸びており、これが市場の優れた安定化装置として働いていると指摘。「米国での石油・ガス生産は大きな地政学的な財産だ」と語った。

## 日本における動向
- 2012年10月、石油資源開発が鮎川油ガス田の既存の井戸のシェール層からシェールオイルの採取に国内で初めて成功[32]。
- 2014年4月7日、秋田県由利本荘市の鮎川油田で石油資源開発が「シェールオイル」の商業生産を4月1日に開始したと発表[33]。
- 2014年11月～12月に秋田県男鹿市でシェールオイルの生産技術の一つである「多段フラクチャリング（水圧破砕）」を商業化に向けて試験実施を行った[32]。鮎川では、岩盤を酸で溶かす「酸処理」で原油を採り出したが、男鹿では欧米で主流の「多段フラクチャリング」を採用した[32]。